# Tachikawa Hikōki
La Tachikawa Hikōki Kabushiki Kaisha (立川飛行機株式会社?), abbreviata come Tachikawa Hikōki K.K., tradotta spesso nella bibliografia anglofona come Tachikawa Aircraft Company e conosciuta semplicemente come Tachikawa, fu un'azienda aeronautica giapponese attiva nel periodo che va dagli anni venti alla fine della seconda guerra mondiale. Nei suoi stabilimenti, situati nella città di Tachikawa, prefettura di Tokyo, venivano prodotti velivoli militari per conto del Servizio aeronautico dell'Esercito imperiale (Dai-Nippon Teikoku Rikugun Kōkū Hombu).

## Storia
L'azienda ebbe origine nel novembre 1924, quando i Cantieri Ishikawajima, che in seguito sarebbero diventati la IHI Corporation, crearono una compagnia sussidiaria per la costruzione di velivoli, la Compagnia di Costruzioni Aeronautiche Ishikawajima (石川島飛行機製作所?, Ishikawajima Hikōki Seisakushō) presso l'aeroporto di Tachikawa, uno dei primi aeroporti a essere costruiti nel paese e che sarebbe stato per un breve periodo l'aeroporto principale dell'area di Tokyo.

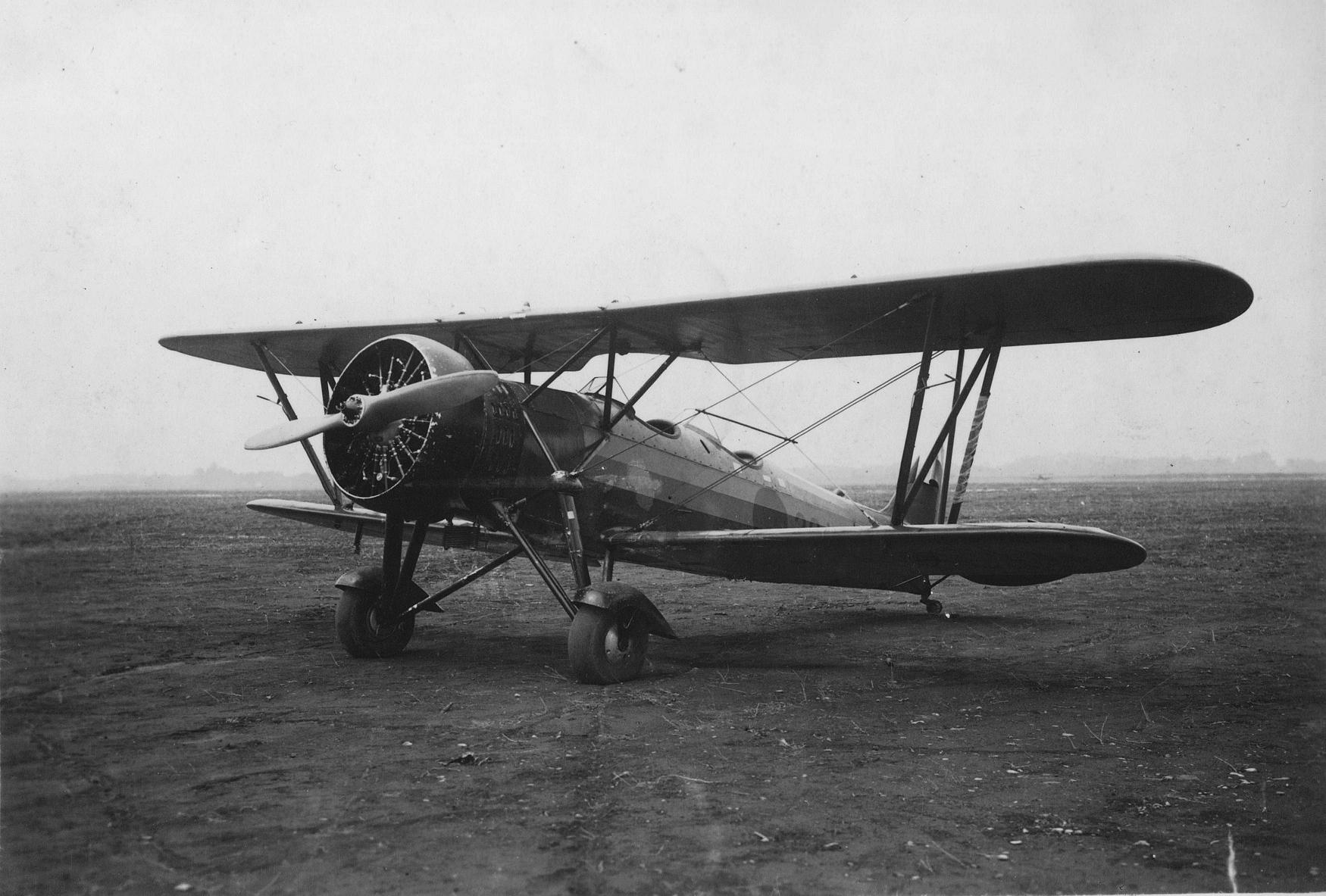
Il Ki-9, il primo addestratore costruito dalla Tachikawa

Nel 1936 l'Esercito imperiale prese il controllo dell'azienda, dandole la denominazione finale, perché costruisse velivoli per il proprio uso, inizialmente aerei da addestramento per poi diversificare la produzione su diversi modelli, sia di propria progettazione che costruiti su licenza di altre aziende giapponesi o estere.
La produzione rimase relativamente ridotta fino al 1941, quando gli stabilimenti vennero grandemente ampliati. Nel 1942 venne aperto un nuovo stabilimento aggiuntivo a Okayama e nel 1944 un altro a Kōfu. Si calcola che la Tachikawa produsse oltre 6 000 velivoli durante il periodo bellico, circa il 9% dell'intera produzione giapponese.
Gli stabilimenti e l'area dell'aeroporto vennero semidistrutti dai bombardamenti sul finire della seconda guerra mondiale e con l'occupazione alleata l'aeroporto venne per molti anni utilizzato dall'Aviazione militare statunitense come base aerea per i propri aerei da trasporto. La maggior parte degli ingegneri e delle maestranze superstiti furono impiegati presso altre aziende del settore automobilistico, ma fu comunque fatta una riconversione industriale di ciò che rimaneva per la costruzione di autoveicoli con il marchio Fuji, in seguito ridenominato Prince Motor Company (プリンス自動車工業株式会社?, Prince Jidōsha Kōgyō Kabushiki-gaisha), in onore del principe ereditario Akihito. L'azienda ebbe un discreto successo finché venne assorbita nel 1966 dalla Nissan Motor, che continuò la produzione dei suoi modelli.
Nel 1949, dopo che gli occupanti avevano tolto il divieto per i giapponesi di produrre aeromobili, stabilito dopo la guerra, fu fatto un tentativo di ricostruire l'azienda come Nuova Compagnia Aeronautica Tachikawa (新立川飛行機株式会社?, Shin Tachikawa Kōkūki Kabushiki Kaisha), che progettò e cercò di mettere in produzione i primi aerei giapponesi dalla fine della guerra, ma lo scarso successo costrinse l'azienda nel 1955 a diversificare completamente la produzione cambiando nome in Tachihi Kigyō (立飛企業株式会社?), a significare l'avvenuto definitivo distacco dal settore aeronautico.